# 고베 호빵맨 어린이 박물관 & 몰

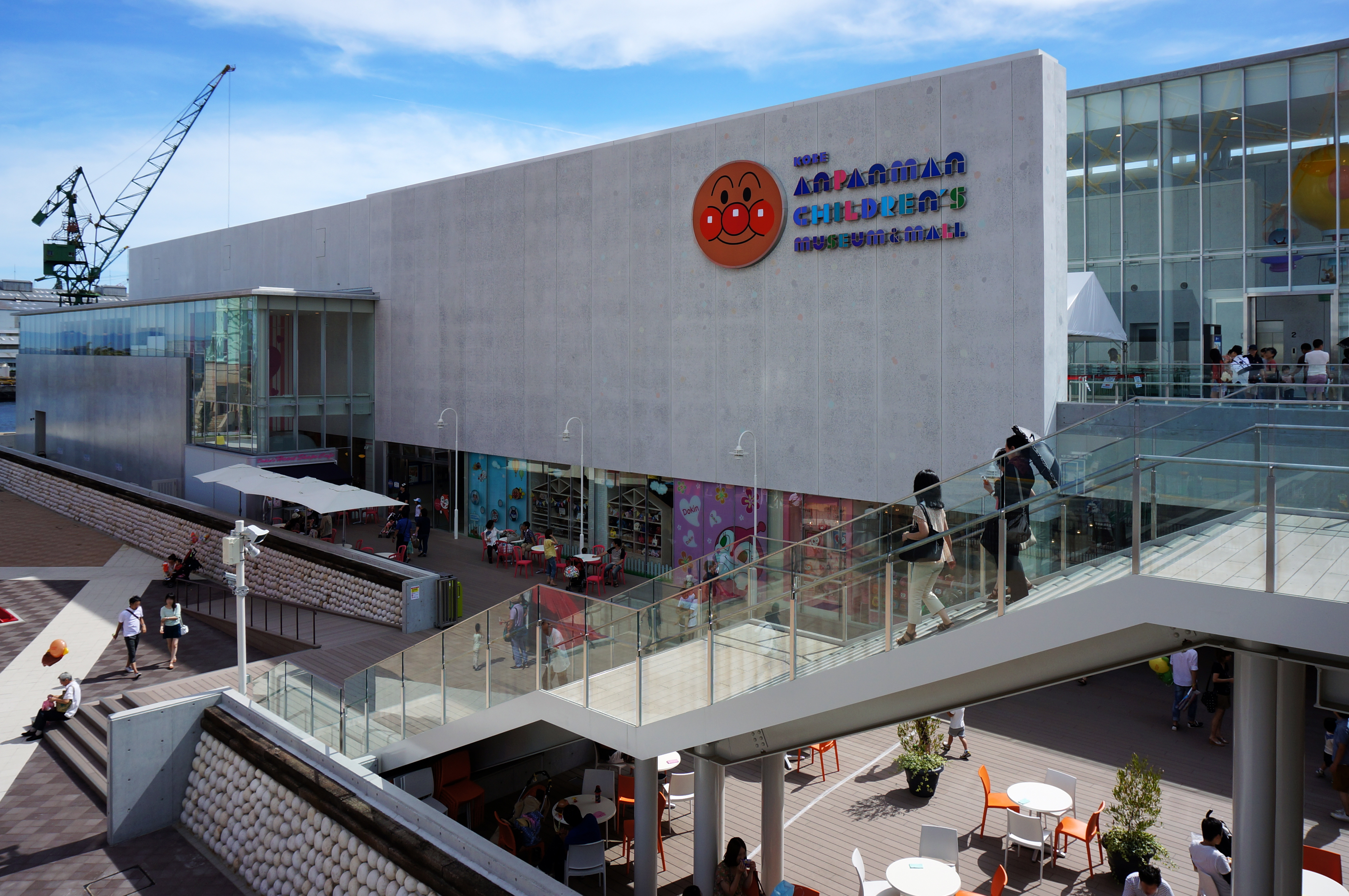
고베 호빵맨 어린이 박물관 & 몰

고베 호빵맨 어린이 박물관 & 몰(일본어: 神戸アンパンマンこどもミュージアム&モール)은 일본 효고현 고베시 주오구 하버랜드에 있는 《호빵맨》 테마파크이다.

## 개요
간사이 최초의 호빵맨 테마파크로 2013년 4월 19일에 개업했다. 고베 항을 따라 해안가에 접하고 있으며, 한때 모자이크 가든의 자리에 위치한다. 시설 바로 옆에는 전날에 리뉴얼 오픈한 umie MOSAIC가 있다. 모자이크 가든은 umie MOSAIC의 전신에 해당하는 고베 모자이크와 일체적으로 운영되고 있었지만, 현재는 다른 호빵맨의 테마파크뿐만 아니라, 독자적으로 설립된 유한 책임 사업 조합에 의해 운영되고있다.